# Charles Mordaunt, III conte di Peterborough
Charles Mordaunt, III conte di Peterborough (1658 – 25 ottobre 1735), è stato un politico e militare inglese.

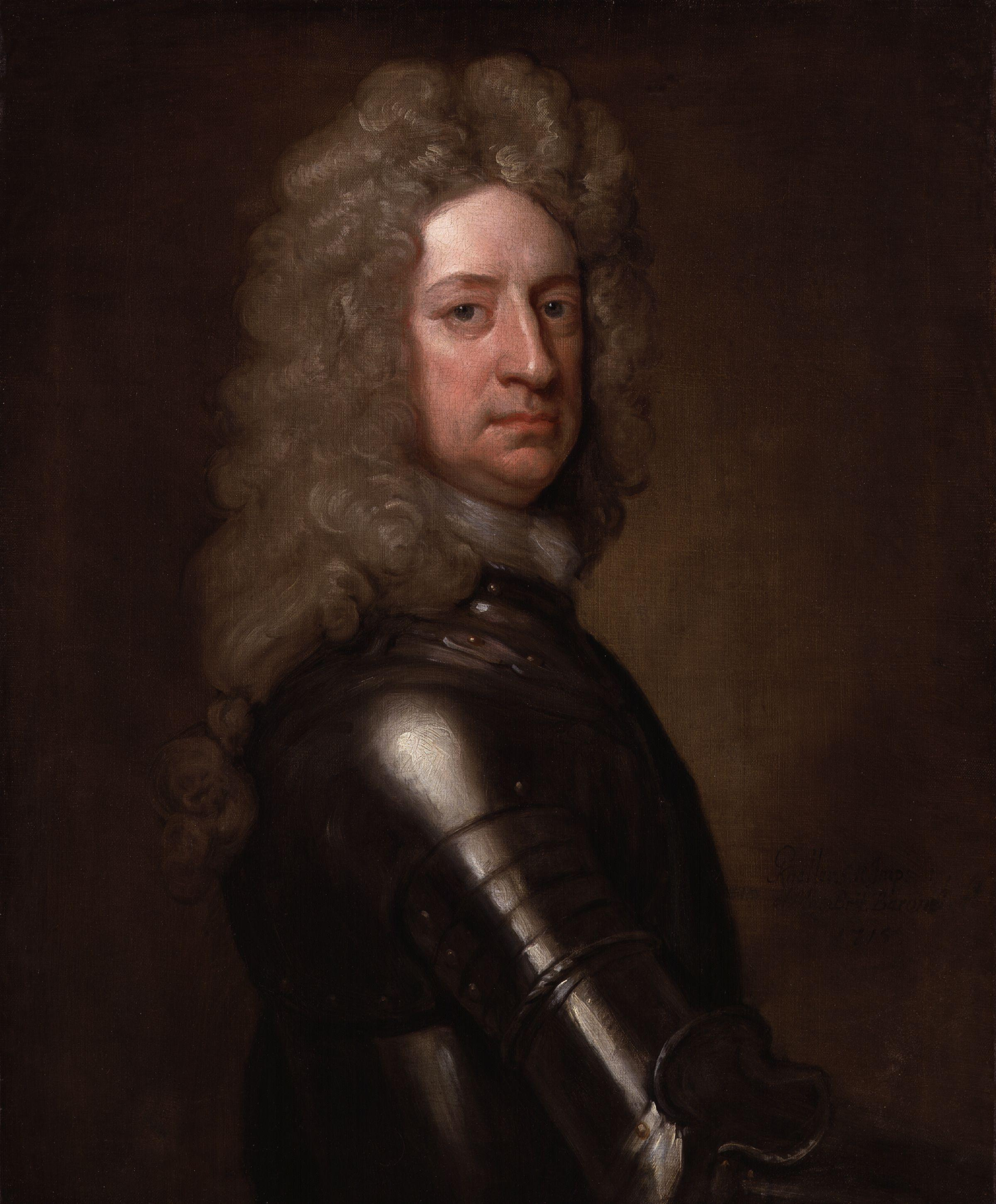
Charles Mordaunt

In contrasto con il pretendente alla corona inglese Giacomo II d'Inghilterra, quando questi divenne re chiese aiuto a Guglielmo d'Orange per invadere l'Inghilterra, motivo per il quale venne imprigionato per alcuni mesi nella Torre di Londra per cospirazione.

## La Guerra di successione spagnola
Nominato, sotto il regno di Anna di Gran Bretagna, comandante in capo dell'esercito di terra durante la Guerra di successione spagnola, giunse a Lisbona il 20 giugno 1705 da dove s'imbarcò per Barcellona, che venne conquistata il 14 ottobre. Il 24 gennaio 1706 entrò trionfalmente a Valencia, indebolendo però la difesa di Barcellona, che era assediata da René de Froulay de Tessé e che sarebbe caduta se non fosse stato per la flotta di John Leake giunta in risposta alla richiesta dell'arciduca Carlo d'Asburgo, in contrasto con quanto ordinato dal duca di Peterborough.
Richiamato in Inghilterra nel 1707, Lord Peterborough dovette rispondere delle accuse di incompetenza e di aver abusato della sua autorità, la qual cosa diede inizio alla sua parabola discendente culminata con la salita al trono del re Giorgio I.